# عایق درزگیر پنجره
عایق درزگیر پنجره لایه‌ای پلاستیکی است که دور شیشه‌های پنجره‌ها نصب می‌شود و از اتلاف حرارت جلوگیری می‌کند. به طور کلی این عایق‌ها طوری طراحی می‌شوند که از انتقال حرارت به شیوه‌های تشعشعی و همرفتی ممانعت کند.

## لایه محافظ تشعشعات خورشیدی
این لایه بر اساس بازتابش بخش فروسرخ تشعشعات نور خورشید (که حداکثر دارای شار حرارتی به میزان W/m2 ۷۰۰ هستند) و جذب بخش فرابنفش آن عمل می‌کند. بعضی از لایه‌ها از جنس نقره یا تیتانیوم ساخته می‌شوند تا کمتر نور مرئی را جذب کند.
درصد جذب متداول لایه‌های از جنس نقره در حدود %۶۵ برای نور مرئی و فروسرخ و %۹۹ برای بخش فرابنفش است. این دسته از لایه‌ها به طور مستقیم به شیشه می‌چسبند. 

## لایه محافظ حرارت همرفتی

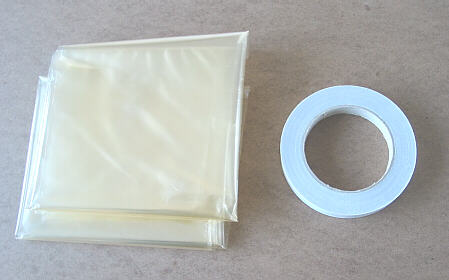
یک عایق درزگیر پنجره از جنس پلاستیک لایه انقباضی (لایه‌های تا خورده) و لوله نوار دولای آن

این لایه به قاب اصلی پنجره متصل می‌شود و بر روی آن نوار دولای حساس به فشار کشیده می‌شود. در این لایه به جهت وجود هوای ساکن میان دو محفظه به فاصله نیم اینچ از یکدیگر از خروج حرارت همرفتی داخل اتاق به بیرون جلوگیری می‌شود. همچنین این لایه مانع میعان بخار آب موجود در هوا می‌شود؛ هنگامی که دمای سطح خارجی پنجره کمتر از دمای شبنم بخار آب می‌شود، این پدیده رخ می‌دهد. در شرایطی که دمای سطح خارجی و داخلی پنجره به ترتیب صفر و ۲۰ درجه سلیسیوس و سرعت وزش باد ۱۵ مایل بر ساعت است، در صورت وجود شیشه دوجداره،میعان به میزان %۳۰RH (رجوع شود به مبحث رطوبت نسبی) است؛ در حالی که اگر شیشه تک جداره باشد میزان میعان به %۶۰RH می‌رسد. هچنین میعان پشت پنجره باعث انتقال حرارت اتلافی مضاعفی به میزان J/ml ۲۲۰۰ می‌شود که مقدار قابل توجهی است. 
این لایه از جنس پلاستیک منقبض‌شونده حرارتی است. با توجه به مقدار پایین ضریب رسانش هوای ساکن (W/mK ۰.۰۲۴) که بسیار پایین‌تر از ضریب رسانش شیشه (W/mK ۰.۹۶) است، اتلاف حرارت از طریق رسانش به میزان قابل توجه %۹۷.۵ کاهش می‌یابد. البته در صورتی که هوای میان جداره‌های عایق از حالت سکون خارج شود، اتلاف حرارتی بیشتر می‌شود. 

## کاربرد
شیشه‌های مدل "Low E" در دهه ۱۹۸۰ میلادی در فروشگاه‌های مصالح ساختمانی آمریکای شمالی وارد شد. از جمله تولیدکنندگان آن می‌توان به Rob Hammon و BIRAenergy اشاره کرد.
لایه حفاظت خورشیدی راهی مؤثر برای جلوگیری از ورود حرارت نور خورشید در فصل تابستان است. 
کارایی لایه حفاظت همرفتی اغلب در ماه‌های سرد سال نمود پیدا می‌کند به خصوص برای شیشه‌های تک جداره معمولی که امکان رخ دادن میعان در آن‌ها بیش‌تر است. 